# Djurgårdens IF Fotboll 1923
Djurgårdens IF Fotboll, spelade Svenska mästerskapen 1923.
I slutomgång 1 förlorade man mot IFK Malmö med 3-0.